# Chambray-lès-Tours
Pour les articles homonymes, voir Chambray (homonymie).
Chambray-lès-Tours est une commune française située dans le département d'Indre-et-Loire, en région Centre-Val de Loire. Située au sud de la métropole de Tours dont elle fait partie, elle compte près de 12 000 habitants, soit la sixième plus grande ville de l'intercommunalité.
Chambray-lès-Tours est notoire pour ses importantes zones marchandes, le centre commercial Chambray 2 et La Petite Madelaine, en plus de grandes infrastructures de santé, l'hôpital Trousseau et le pole santé Vinci. La ville est la plus dynamique de la métropole, étant un important bassin d'emplois.
Vivant longtemps de l'agriculture, la population a été multipliée par dix depuis la Seconde guerre mondiale grâce à un important développement immobilier, à l'instar du nouveau quartier de la Guignardière.

## Géographie

### Communications
L'autoroute A10 et l'ex-route nationale RN 10 (Paris-Bordeaux-Bayonne), aujourd'hui RD 910 ainsi que l'ex-RN 143 (Tours-Châteauroux), aujourd'hui RD 943, sont les principales voies d'accès à la ville. La ville est, en outre, contournée et desservie par le boulevard périphérique de l'agglomération tourangelle (un point d'accès sur l'A10, un sur la RD 910 et un dernier sur la RD 943 au sud-est de la ville).

### Communes limitrophes
Les communes jouxtant Chambray-les-Tours sont les suivantes.
| Joué-lès-Tours | Tours              | Saint-Avertin        |
| Joué-lès-Tours | Chambray-lès-Tours | Saint-Avertin Larçay |
| Joué-lès-Tours | Veigné             | Esvres               |

### Hydrographie

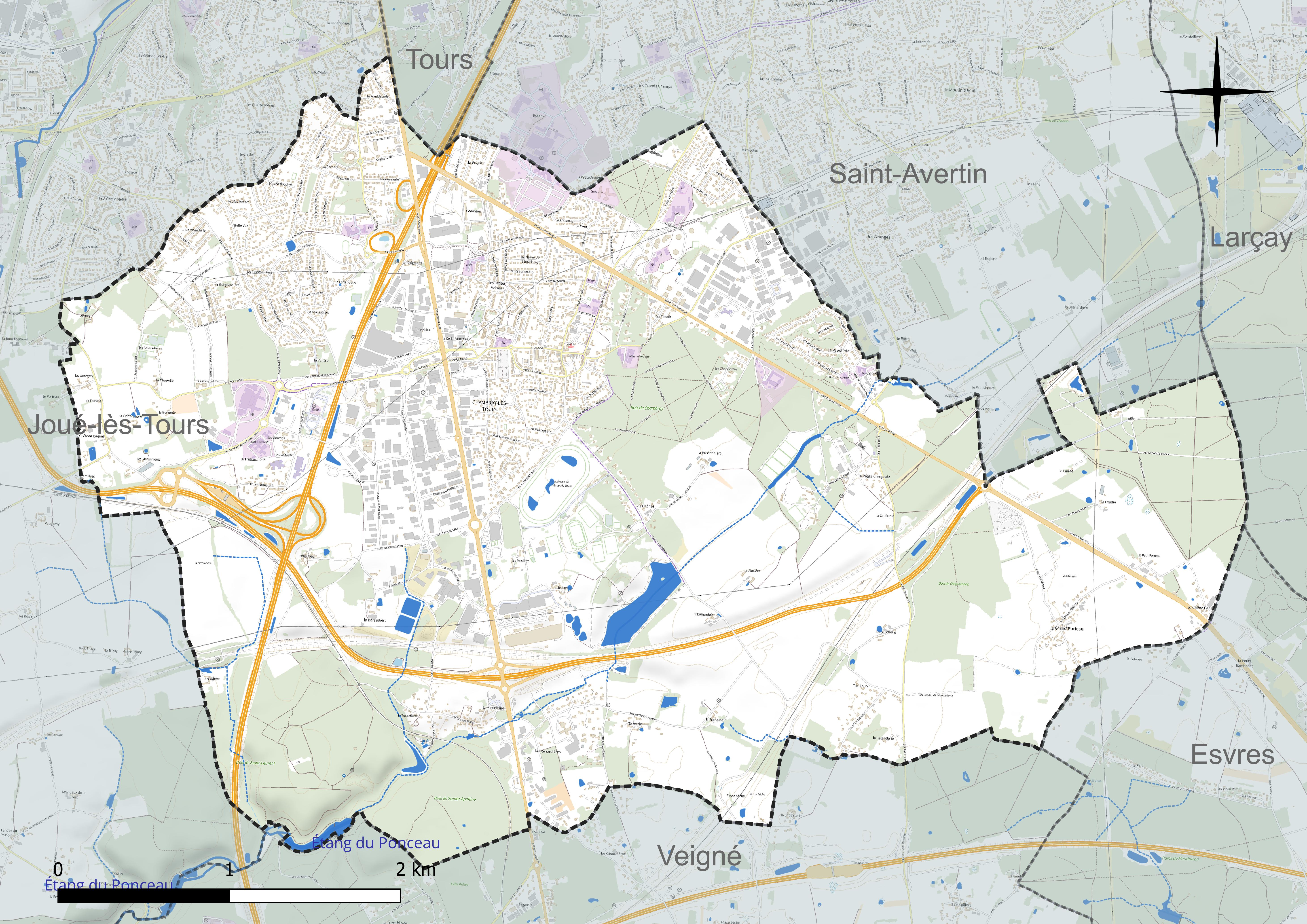
Réseau hydrographique de Chambray-lès-Tours.

Le réseau hydrographique communal, d'une longueur totale de 5,82 km, comprend deux petits cours d'eau dont le Saint-Laurent. Ce cours d'eau prend sa source à la Papoterie, son cours est largement artificialisé pour passer sous les routes, la rocade de Tours, l'autoroute et le TGV. Après la Papoterie, le ruisseau file en direction du sud-ouest, traverse la Charpraie, coule entre les fermes de la Florière et de la Brissonnière avant de traverser le lac de Chambray, un lac artificiel qui accueille des clubs de voile, de pêche et d'escalade. Puis il s'encaisse légèrement dans le secteur de la Petite Madelaine avant d'alimenter les étangs de Sainte-Appoline, puis de passer sur Veigné et Montbazon. La confluence avec l'Indre se fait à Monts, au niveau du château de Candé.

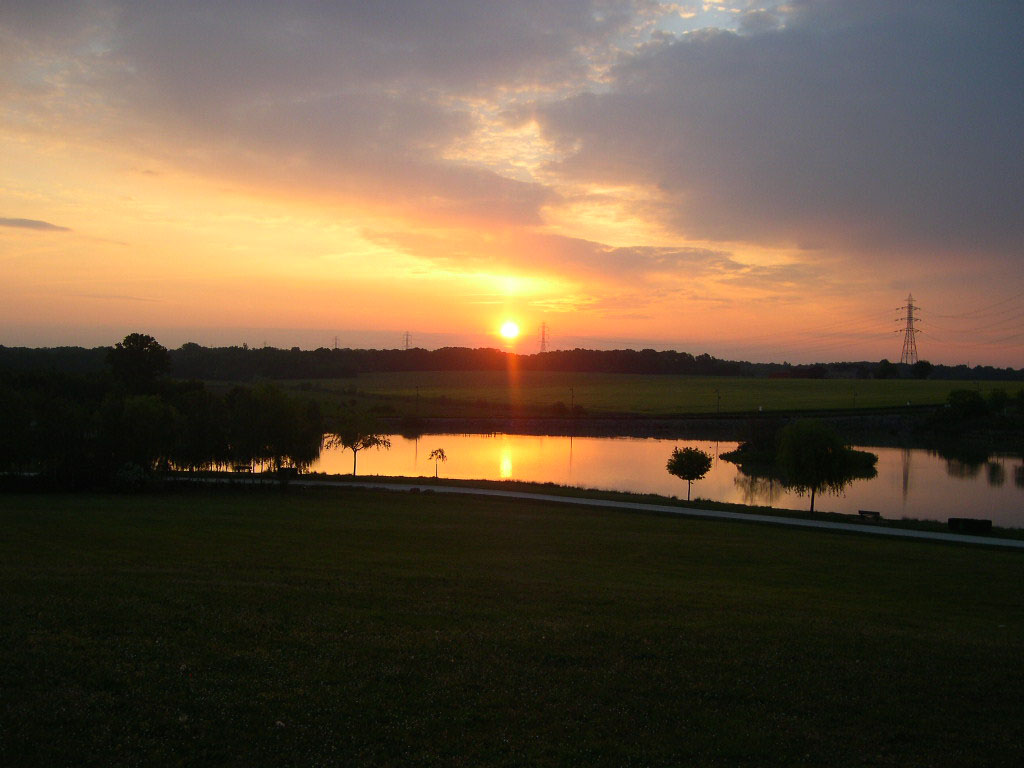
Soleil levant au lac de la commune.

### Climat
Pour des articles plus généraux, voir Climat du Centre-Val de Loire et Climat d'Indre-et-Loire.
En 2010, le climat de la commune est de type climat océanique altéré, selon une étude du CNRS s'appuyant sur une série de données couvrant la période 1971-2000. En 2020, Météo-France publie une typologie des climats de la France métropolitaine dans laquelle la commune est toujours exposée à un climat océanique altéré et est dans la région climatique  Moyenne vallée de la Loire, caractérisée par une bonne insolation (1 850 h/an) et un été peu pluvieux. 
Pour la période 1971-2000, la température annuelle moyenne est de 11,2 °C, avec une amplitude thermique annuelle de 14,9 °C. Le cumul annuel moyen de précipitations est de 689 mm, avec 11,3 jours de précipitations en janvier et 6,6 jours en juillet. Pour la période 1991-2020, la température moyenne annuelle observée sur la station météorologique de Météo-France la plus proche, sur la commune de Fondettes à 11 km à vol d'oiseau, est de 11,9 °C et le cumul annuel moyen de précipitations est de 725,7 mm,. Pour l'avenir, les paramètres climatiques de la commune estimés pour 2050 selon différents scénarios d'émission de gaz à effet de serre sont consultables sur un site dédié publié par Météo-France en novembre 2022.

## Urbanisme

### Typologie
Au 1er janvier 2024, Chambray-lès-Tours est catégorisée grand centre urbain, selon la nouvelle grille communale de densité à sept niveaux définie par l'Insee en 2022.
Elle appartient à l'unité urbaine de Tours, une agglomération intra-départementale regroupant 38  communes, dont elle est une commune de la banlieue,,. Par ailleurs la commune fait partie de l'aire d'attraction de Tours, dont elle est une commune du pôle principal,. Cette aire, qui regroupe 162 communes, est catégorisée dans les aires de 200 000 à moins de 700 000 habitants,.

### Occupation des sols
L'occupation des sols de la commune, telle qu'elle ressort de la base de données européenne d’occupation biophysique des sols Corine Land Cover (CLC), est marquée par l'importance des territoires artificialisés (45,7 % en 2018), en augmentation par rapport à 1990 (32,1 %). La répartition détaillée en 2018 est la suivante :
zones industrielles ou commerciales et réseaux de communication (22,5 %), terres arables (22 %), forêts (20,3 %), zones urbanisées (19 %), zones agricoles hétérogènes (10,3 %), espaces verts artificialisés, non agricoles (4,2 %), prairies (1,7 %). L'évolution de l’occupation des sols de la commune et de ses infrastructures peut être observée sur les différentes représentations cartographiques du territoire : la carte de Cassini (XVIIIe siècle), la carte d'état-major (1820-1866) et les cartes ou photos aériennes de l'IGN pour la période actuelle (1950 à aujourd'hui).

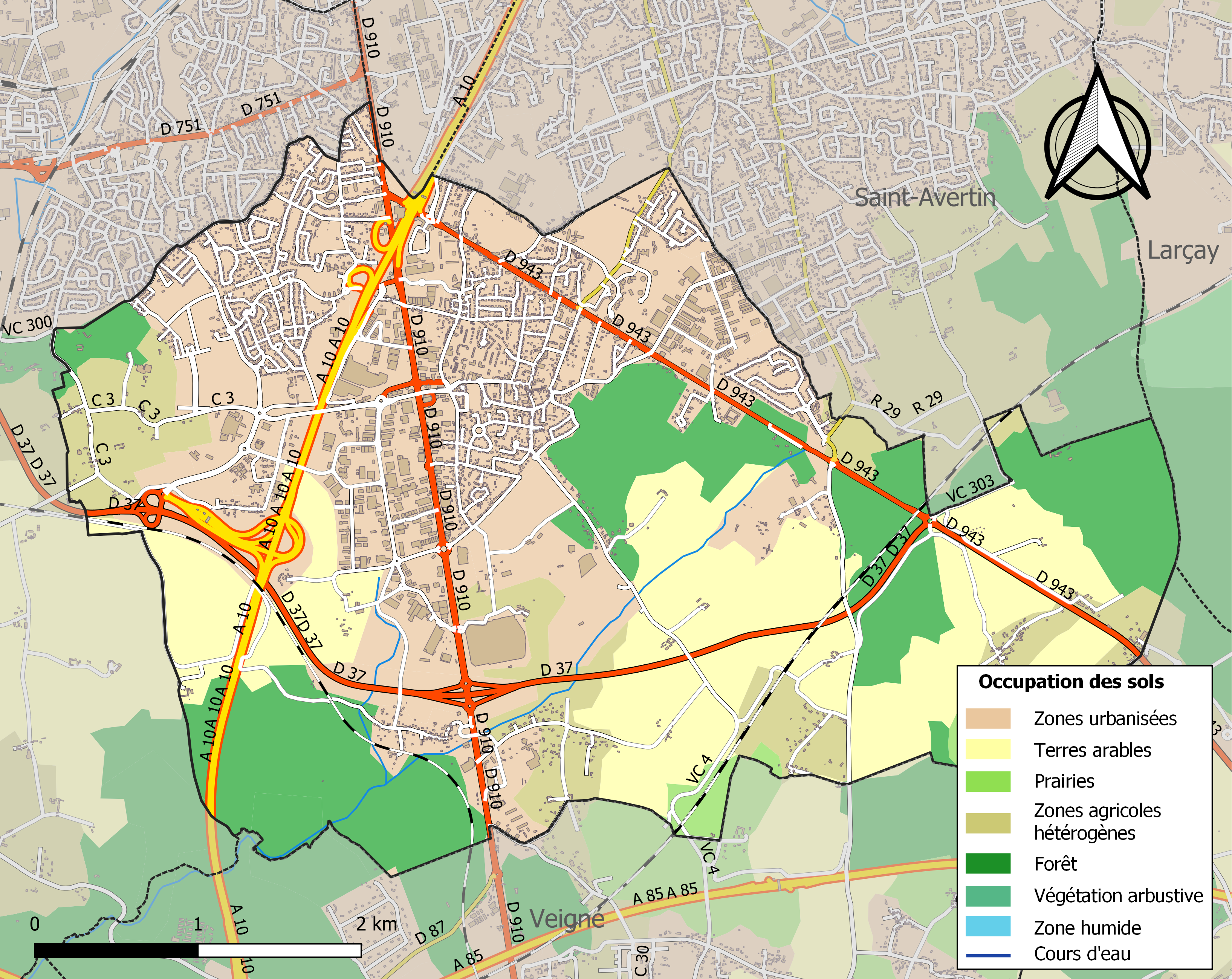
Carte des infrastructures et de l'occupation des sols de la commune en 2018 (CLC).

### Risques majeurs
Le territoire de la commune de Chambray-lès-Tours est vulnérable à différents aléas naturels : météorologiques (tempête, orage, neige, grand froid, canicule ou sécheresse), feux de forêts et séisme (sismicité faible). Un site publié par le BRGM permet d'évaluer simplement et rapidement les risques d'un bien localisé soit par son adresse soit par le numéro de sa parcelle.
Pour anticiper une remontée des risques de feux de forêt et de végétation vers le nord de la France en lien avec le dérèglement climatique, les services de l’État en région Centre-Val de Loire (DREAL, DRAAF, DDT) avec les SDIS ont réalisé en 2021 un atlas régional du risque de feux de forêt, permettant d’améliorer la connaissance sur les massifs les plus exposés. La commune, étant pour partie dans le massif de Montbazon-Largay, est classée au niveau de risque 3, sur une échelle qui en comporte quatre (1 étant le niveau maximal).

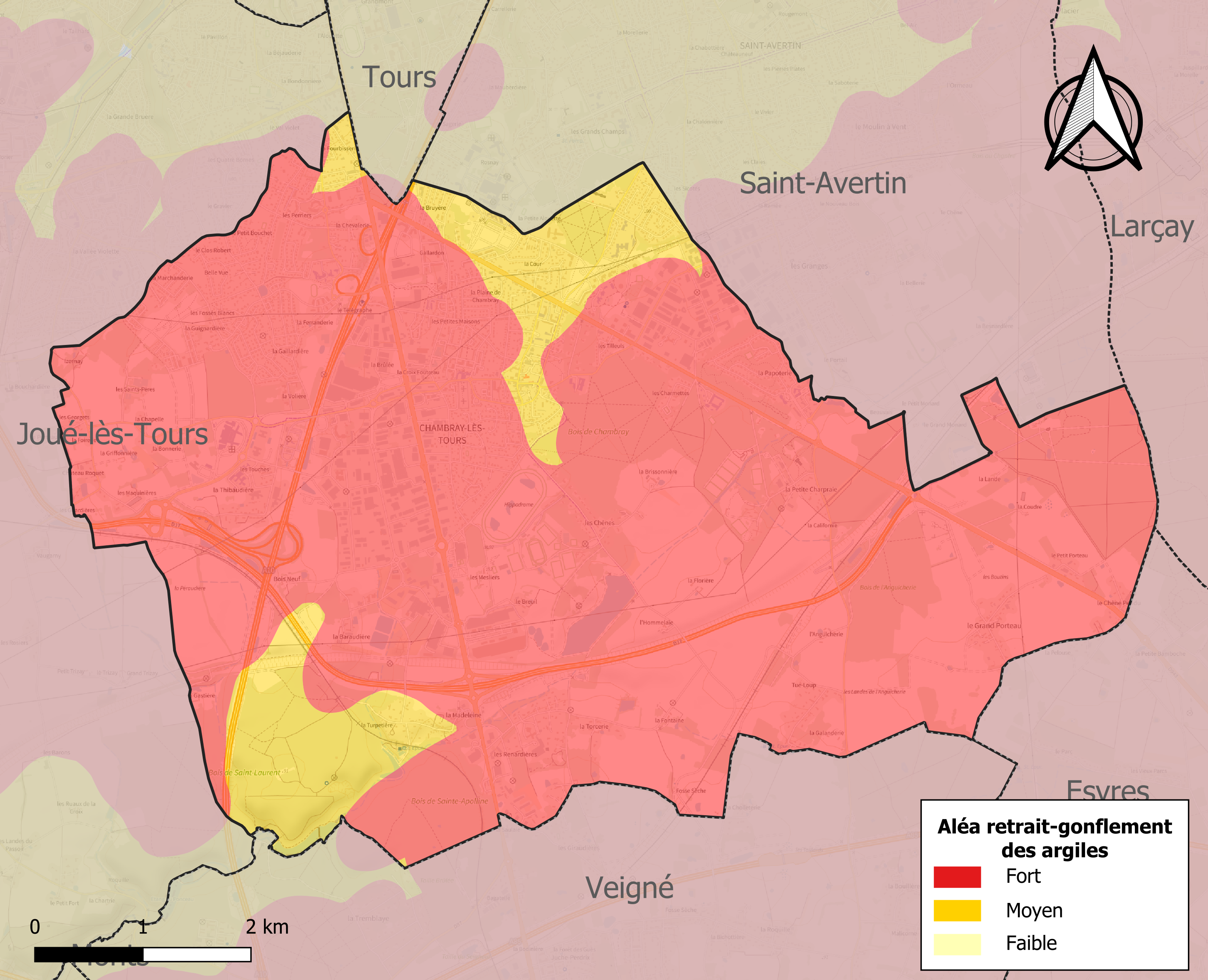
Carte des zones d'aléa retrait-gonflement des sols argileux de Chambray-lès-Tours.

Le retrait-gonflement des sols argileux est susceptible d'engendrer des dommages importants aux bâtiments en cas d’alternance de périodes de sécheresse et de pluie. La totalité de la commune est en aléa moyen ou fort (90,2 % au niveau départemental et 48,5 % au niveau national). Sur les 2 903 bâtiments dénombrés sur la commune en 2019, 2903 sont en aléa moyen ou fort, soit 100 %, à comparer aux 91 % au niveau départemental et 54 % au niveau national. Une cartographie de l'exposition du territoire national au retrait gonflement des sols argileux est disponible sur le site du BRGM,.
Concernant les mouvements de terrains, la commune a été reconnue en état de catastrophe naturelle au titre des dommages causés par la sécheresse en 1989, 1990, 1992, 1995, 1996, 1997, 2005, 2011 et 2019 et par des mouvements de terrain en 1999.

## Toponymie
Chambray-lès-Tours a porté différents noms : Chamberium en 1245, Chamberio en 1290, Parochia de Chambreio en 1320 avant de devenir Chambray au XVIIIe siècle puis Chambray-lès-Tours en 1918. Il s'agirait d'une dérivation du nom d'un propriétaire gallo-romain ayant habité sur ce site : Cambarius.

## Histoire

### Origines
Des fouilles archéologiques réalisées à Chambray-lès-Tours ont mis en évidence une occupation gallo-romaine, notamment des vestiges d’une voie romaine dans le bois du Saint-Laurent et de l'exploitation du fer et du silex dans la zone. Dans le bois de Chambray, les vestiges d'un tumulus et d'une mardelle ont été découverts, en plus de sites funéraires dans le sud-ouest de l'actuelle commune.
Sous l'Ancien Régime, Chambray est un fief rural propriété des seigneurs de Montbazon, avant d'être séparée par la Révolution française. En 1907, dans le contexte de la loi de séparation des Églises et de l'État, la mairie s'installe dans un ancien presbytère, jusqu'à ce qu'un bâtiment dédié soit construit en 1965 pour accueillir les services municipaux.

### Développement contemporain

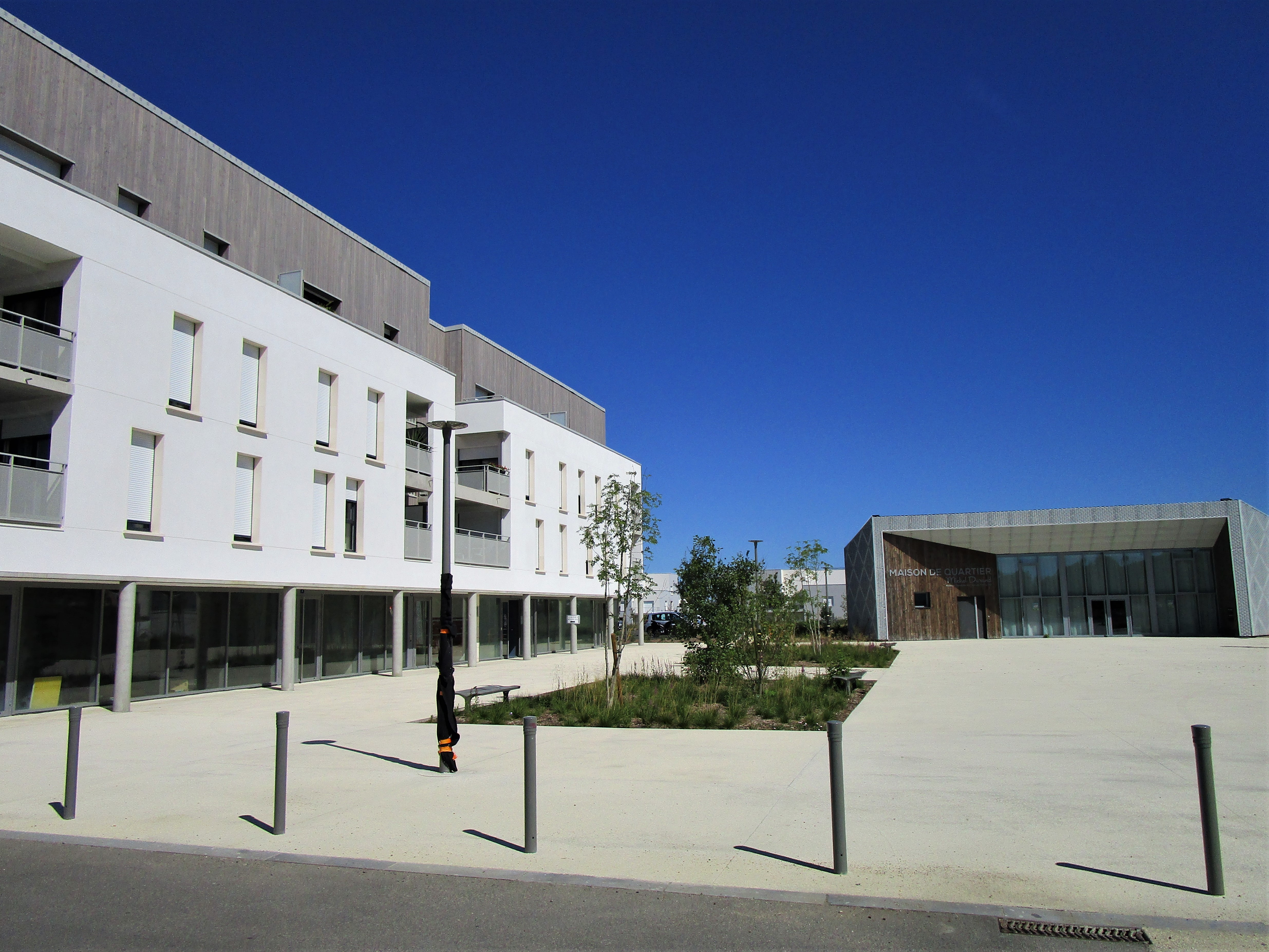
Place Dian Fossey, quartier La Guignardière.

Longtemps tournées vers les activités agricoles et viticoles, Chambray connait un important développement urbain depuis les années 1970 du fait de l'implantation de zones commerciales et de maisons individuelles. La population a été multipliée par dix depuis 1946.
L'aménagement le plus marquant des dernières années est sans doute la création du nouveau quartier de La Guignardière, au nord-ouest de la commune sur 23 hectares de terres agricoles. Gérées en régie municipale avec un budget de 22 millions d'euros, les constructions devraient s'étaler de 2017 à 2026. Le projet prévoit 600 nouveaux logements, dont 25 % sociaux et 40 % d'appartements ou maisons mitoyennes plus 60 % de maisons individuelles. La place Dian Fossey marque la partie centrale du quartier, qui accueillera les logements collectifs, commerces et espaces verts ainsi que la maison de quartier ouverte fin 2020. En septembre 2021, le bailleur social inaugure deux immeubles sur cette place, comprenant 44 appartements et surfaces commerciales, tandis que les maisons s'installent progressivement en périphérie. En mai 2022, deux immeubles sont inaugurés à l'entrée sud du quartier pour 53 logements sociaux dont 16 prévus pour des personnes handicapées et le mois suivant, quatre immeubles de 77 logements privés sont achevés, au nord de la place Fossey.
Dans le même temps, la ville poursuit son développement immobilier le long des avenues de Bordeaux et de la République, à proximité du futur tracé potentiel de la seconde ligne de tramway. Chambray est ainsi la ville la plus dynamique de la métropole, la population devant atteindre 13 000 habitants d'ici 2025.

## Politique et administration

### Tendances politiques et résultats
| Scrutin             | 1er tour | 1er tour | 1er tour | 1er tour | 1er tour | 1er tour | 1er tour | 1er tour | 1er tour | 1er tour | 1er tour | 1er tour | 2d tour | 2d tour | 2d tour | 2d tour | 2d tour | 2d tour |
| Scrutin             | 1er      | 1er      | %        | 2e       | 2e       | %        | 3e       | 3e       | %        | 4e       | 4e       | %        | 1er     | 1er     | %       | 2e      | 2e      | %       |
| ------------------- | -------- | -------- | -------- | -------- | -------- | -------- | -------- | -------- | -------- | -------- | -------- | -------- | ------- | ------- | ------- | ------- | ------- | ------- |
| Présidentielle 2017 |          | EM       | 28,54    |          | LR       | 24,50    |          | LFI      | 16,55    |          | RN       | 15,08    |         | EM      | 75,38   |         | RN      | 24,62   |
| Présidentielle 2022 |          | EM       | 35,07    |          | LFI      | 18,77    |          | RN       | 18,51    |          | REC      | 6,89     |         | EM      | 67,28   |         | RN      | 32,72   |
| Législatives 2022   |          | ENS      | 33,51    |          | LFI      | 23,80    |          | RN       | 16,44    |          | UDI      | 14,85    |         | ENS     | 60,78   |         | LFI     | 39,22   |
| Législatives 2024   |          | ENS      | 35,64    |          | RN       | 28,27    |          | LFI      | 27,11    |          | DVD      | 3,97     |         | ENS     | 67,43   |         | RN      | 32,57   |

### Liste des maires
| Période | Période  | Identité         | Étiquette   | Qualité                                                      |
| ------- | -------- | ---------------- | ----------- | ------------------------------------------------------------ |
| ?       | 1977     | Étienne Cosson   | DVD         | Conseiller général (1957-1970)                               |
| 1977    | 1983     | Michel Durand    | PS          | Professeur de mathématiques                                  |
| 1983    | 2001     | James Bordas     | UDF-PR      | Inspecteur central du Trésor (retraité) Sénateur (1992-2001) |
| 2001    | En cours | Christian Gatard | PS puis DVG | Fonctionnaire                                                |

### Politique de développement durable
La ville a engagé une politique de développement durable en lançant une démarche d'Agenda 21 en 2006.
Dans son palmarès 2016, le Conseil National des Villes et Villages Fleuris de France a attribué deux fleurs à la commune au Concours des villes et villages fleuris.

### Jumelages
Bad Camberg (Allemagne)
Située à une quarantaine de kilomètres de Francfort-sur-le-Main, Bad Camberg a conservé son caractère historique avec des constructions à colombages. De nombreux édifices historiques subsistent comme l'Obertorturm (XIVe siècle), l'ancienne pharmacie (1480), la maison de Sadony (1592), la chapelle de Hohenfeld (vers 1660) qui abrite le musée local. Le 15e anniversaire du jumelage le 24 mai 2003 a renforcé l'amitié entre les deux villes.
 Võru (Estonie)

## Population et société

### Démographie
L'évolution du nombre d'habitants est connue à travers les recensements de la population effectués dans la commune depuis 1793. Pour les communes de plus de 10 000 habitants les recensements ont lieu chaque année à la suite d'une enquête par sondage auprès d'un échantillon d'adresses représentant 8 % de leurs logements, contrairement aux autres communes qui ont un recensement réel tous les cinq ans,.

En 2022, la commune comptait 11 877 habitants, en évolution de +2,85 % par rapport à 2016 (Indre-et-Loire : +1,67 %, France hors Mayotte : +2,11 %).
| 1793 | 1800 | 1806 | 1821 | 1831 | 1836 | 1841 | 1846 | 1851 |
| ---- | ---- | ---- | ---- | ---- | ---- | ---- | ---- | ---- |
| 550  | 508  | 555  | 666  | 729  | 761  | 754  | 786  | 779  |

| 1856 | 1861 | 1866 | 1872 | 1876 | 1881 | 1886 | 1891 | 1896 |
| ---- | ---- | ---- | ---- | ---- | ---- | ---- | ---- | ---- |
| 756  | 787  | 788  | 780  | 879  | 909  | 921  | 878  | 794  |

| 1901 | 1906 | 1911 | 1921 | 1926 | 1931 | 1936  | 1946  | 1954  |
| ---- | ---- | ---- | ---- | ---- | ---- | ----- | ----- | ----- |
| 813  | 823  | 814  | 823  | 853  | 871  | 1 013 | 1 195 | 1 358 |

| 1962  | 1968  | 1975  | 1982  | 1990  | 1999   | 2006   | 2011   | 2016   |
| ----- | ----- | ----- | ----- | ----- | ------ | ------ | ------ | ------ |
| 1 810 | 3 126 | 5 644 | 7 357 | 8 190 | 10 275 | 10 526 | 10 736 | 11 548 |

| 2021   | 2022   | - | - | - | - | - | - | - |
| ------ | ------ | - | - | - | - | - | - | - |
| 11 589 | 11 877 | - | - | - | - | - | - | - |

### Enseignement

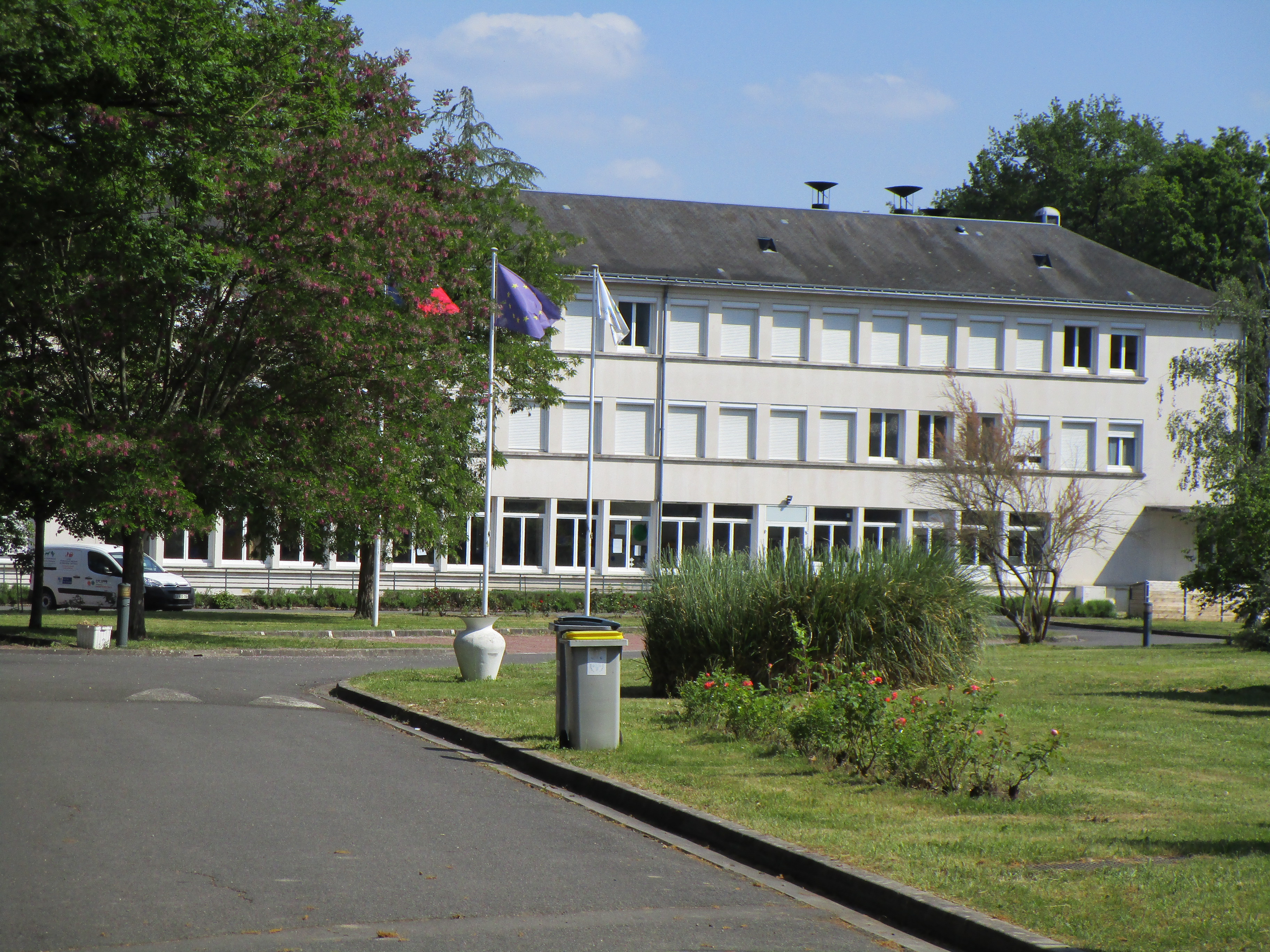
Le lycée professionnel agricole de Chambray.

Chambray-lès-Tours se situe dans l'Académie d'Orléans-Tours (Zone B) et dans la circonscription de Tours Nord-Sud.
Écoles maternelles :
- Ecole maternelle Jean de la Fontaine
- Ecole maternelle Maryse Bastié
- Ecole maternelle Paul Emilie Victor

Écoles élémentaires :
- École Claude-Chappe
- École Jean Moulin
- École Paul-Louis-Courier

École privée :
- École Marie-de-l’Incarnation

Collège :
- Le collège Saint-Étienne : établissement privé, a ouvert ses portes en septembre 1993 sur la commune. Il propose une éducation générale pour une population d’environ 220 élèves.

Lycées :
- Lycée professionnel agricole, ouvert en 1969. Il compte 165 élèves dont une vingtaine d'internes en 2021[39], et forme à l'aide à domicile, vente en milieu rural ainsi que ventes des aliments ou vins et spiritueux[40].
- Lycée privé Sainte-Marguerite, installé autrefois avenue de Grammont à Tours, il rejoint Chambray en 2013 dans de nouveaux locaux du quartier Horizon-Vert. Il compte près de 500 élèves et étudiants, avec baccalauréats général et STD2A en secondaire ainsi que des BTS[41].

### Sports
Représenté par l'U.S.C (Union Sportive Chambraisienne) qui comprend de nombreux sports (aîkido, badminton, basket-ball, boxe anglaise, cyclo, escalade, football, handball, judo, karaté, natation, pétanque, plongée, tennis, tennis de table, tir à l'arc, voile, volley ball).

## Économie
C'est dans cette ville qu’est ouvert en 1969 le premier hypermarché d’Indre-et-Loire, Suma. L'hypermarché ouvre en même temps que la première galerie marchande du département, le centre commercial Cats, qui touche l'hypermarché. Équipé de trente boutiques, Le Cats sera ravagé par un incendie en 1991 qui causera sa fermeture définitive. Le Suma prend ensuite l'enseigne Mammouth puis Rallye dans les années 1980 après l'ouverture d'un autre Mammouth à Chambray-lès-Tours dans la ZAC Vrillonnerie Centre commercial Chambray 2.
Très vétuste et en perte de vitesse, notamment après l'incendie du centre commercial, le Rallye déménage en 2002 à La Riche et prend l'enseigne Géant.
En avril 2016, La Petite Madelaine, zone commerciale étendue sur quatre hectares, est inaugurée au sud de Chambray-lès-Tours. Le centre contient une trentaine d'enseignes commerciales, dont les deux-tiers sont issus de déménagements au sein de l'agglomération.
Au total, on dénombre environ 600 entreprises dans la ville en 2011, dont 300 enseignes, qui emploient au total 7 000 salariés. En 2018, près de 11 000 personnes travaillent dans la commune, mais un tiers seulement y vit. Chambray constitue ainsi un important bassin d'emplois au sein de la métropole.

## Transports
Chambray-lès-Tours est desservie par les transports publics du réseau métropolitain Fil bleu. La ligne Tempo 2, la plus importante ligne de bus du réseau, dessert une petite partie du nord de la commune, avenue de la République avec un terminus à l'hôpital Trousseau. La ligne 3b couvre le centre-ville et rejoint la zone commerciale, de même que la ligne 30 qui relie Trousseau à Joué-lès-Tours en passant par le centre et la Guignardière. Les lignes 14 et 36 desservent respectivement l'ouest et l'est de la commune.
Chambray est prévu comme terminus de la seconde ligne du tramway de Tours, d'ici 2026. Elle devrait reprendre le tracé de la ligne Tempo 2, avec potentiellement une extension le long de l'avenue de la République avec un terminus à la Papoterie.

## Culture locale et patrimoine

### Lieux et monuments
- L'église Saint-Symphorien de Chambray-lès-Tours. Les fonts baptismaux, deux statues et un tableau figurent dans la base Palissy. L'église est décorée avec des vitraux de la Maison Lobin à Tours. Selon le diocèse, sa nef daterait du XIe siècle, tandis que le chœur et la chapelle Nord auraient été construites entre 1520 et 1560. Le clocher a été érigé au XVIe siècle dont le sommet a été reconstruit en 1869[46].

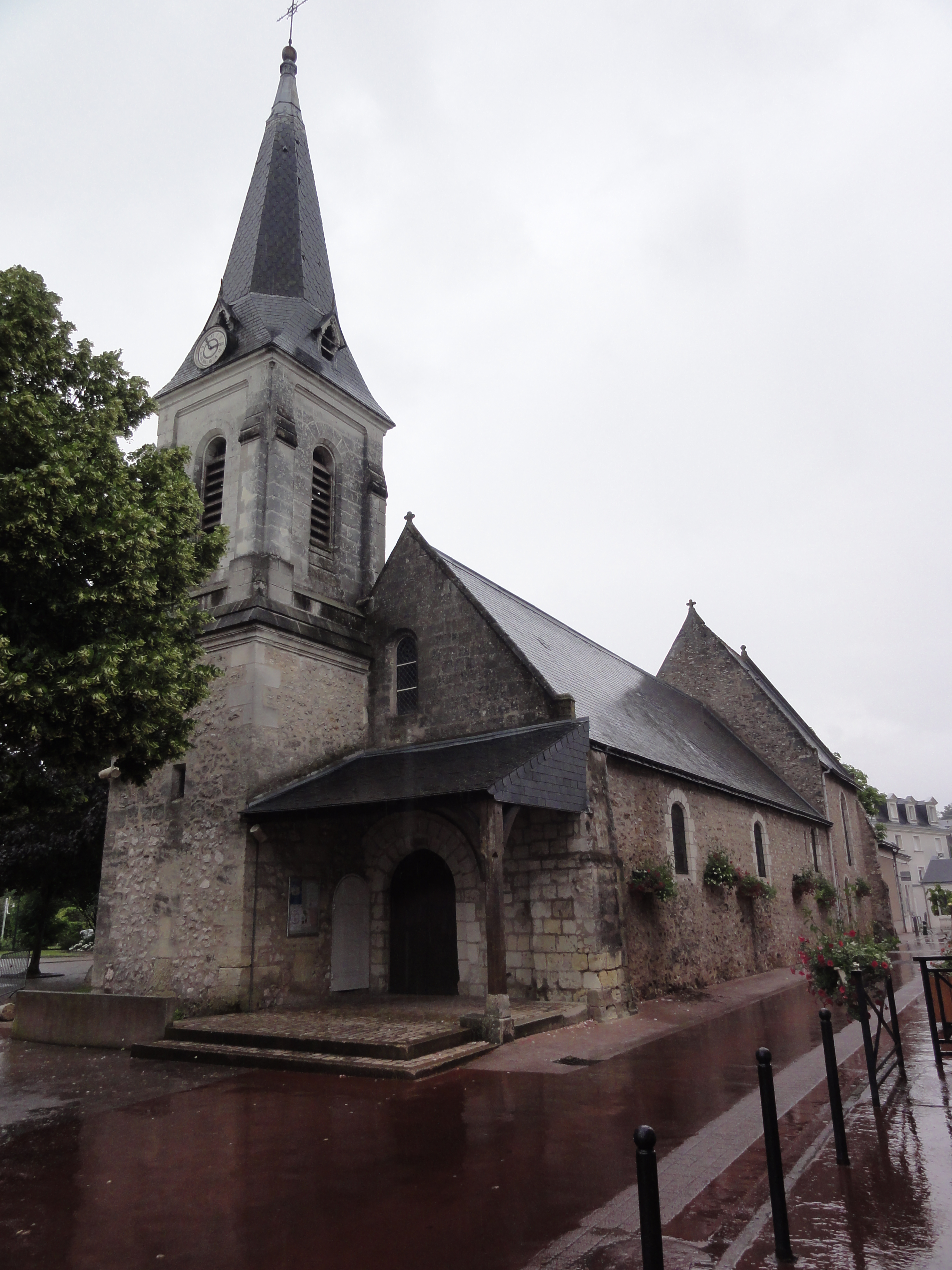
L'église Saint-Symphorien.
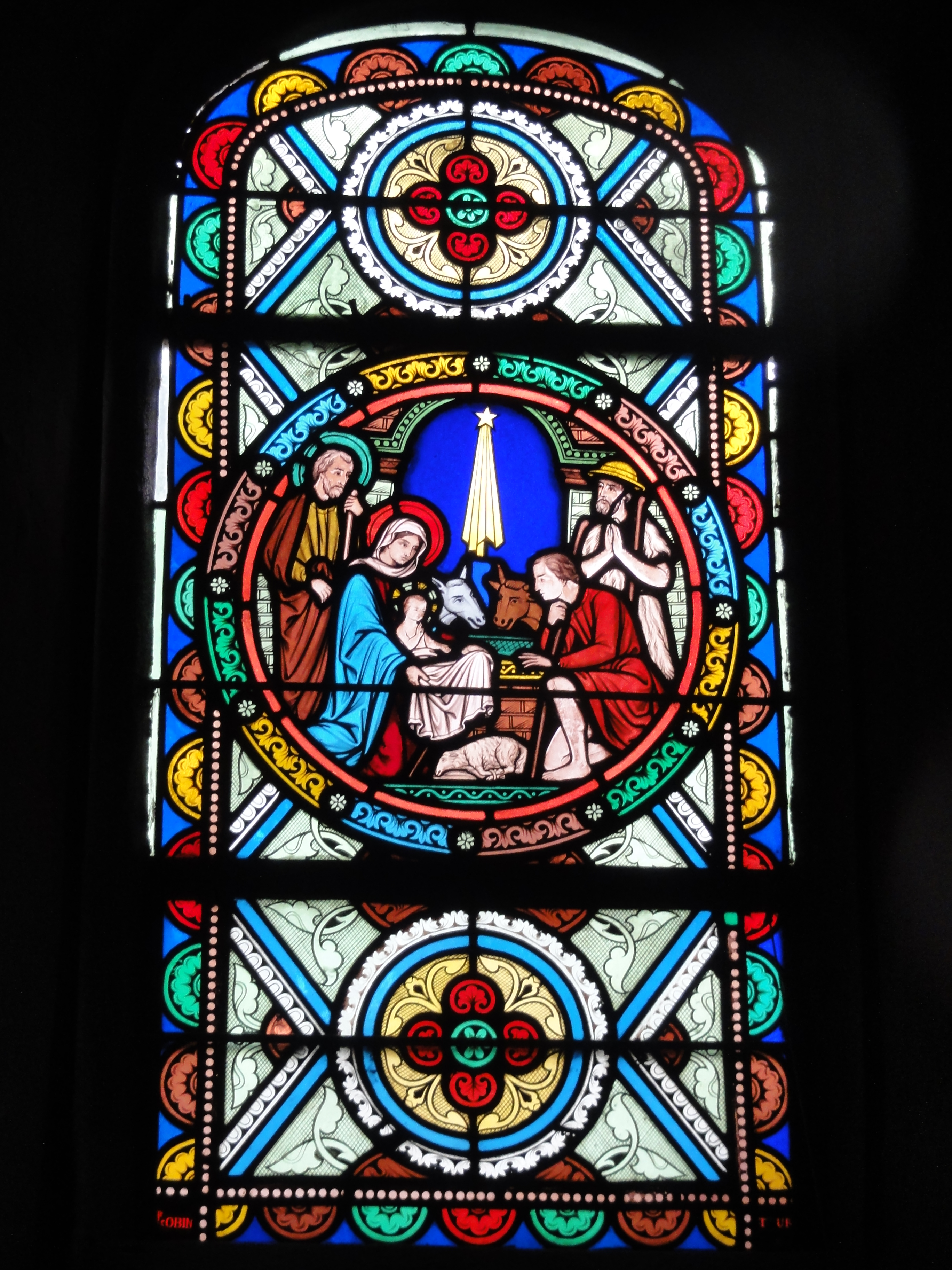
Vitrail l'Adoration des bergers.
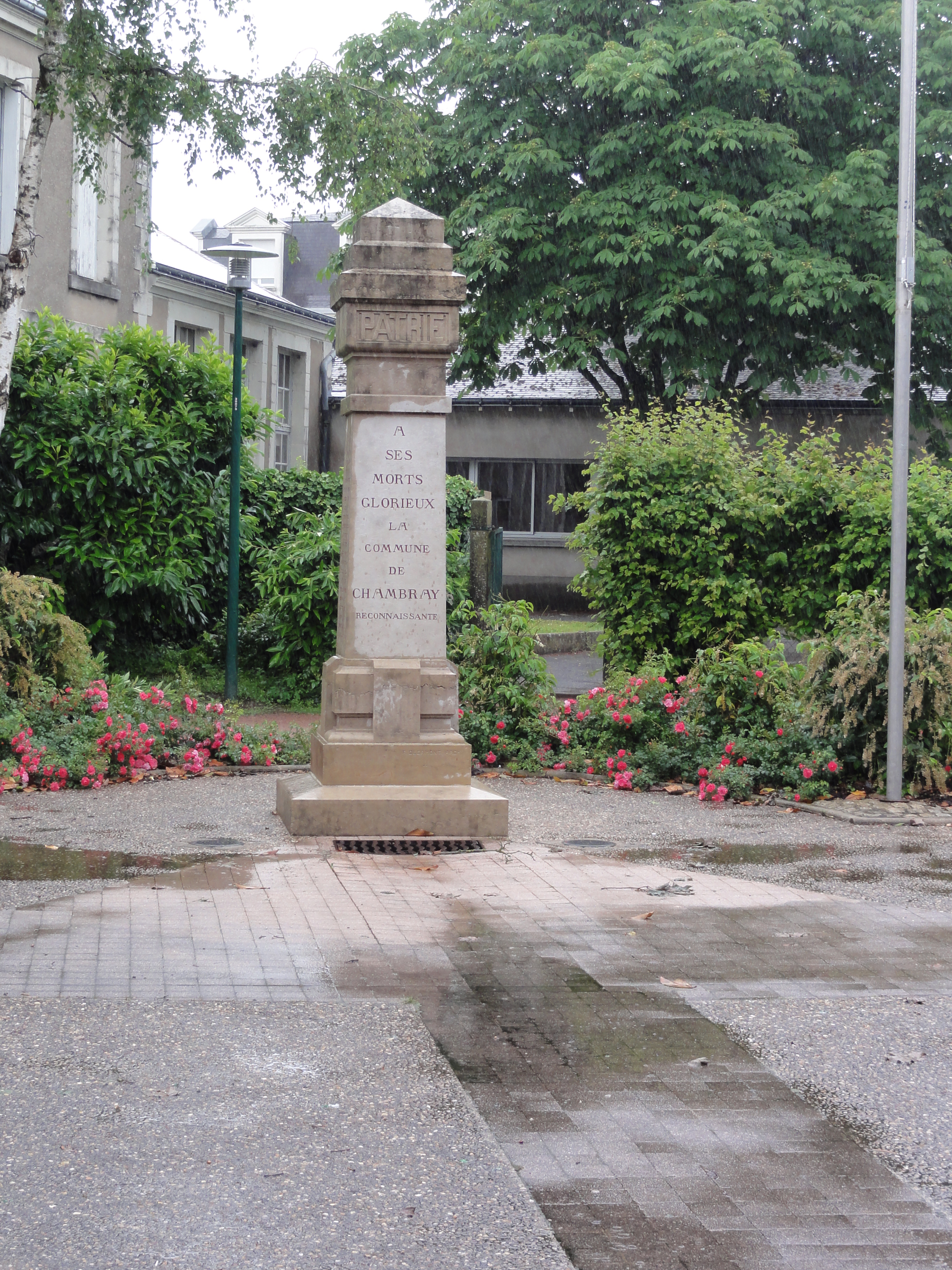
Le monument aux morts.

### Personnalités liées à la commune
- Ben l'Oncle Soul, chanteur français.
- Laurent Bonnart, footballeur français, né dans la commune.
- Hervé Bourhis, auteur de bandes dessinées et illustrateur, né dans la commune.
- Florent Brard, cycliste français, né dans la commune.
- Léonard Chemineau, auteur de bandes dessinées, né dans la commune.
- Jérôme Clavier, athlète français, né dans la commune.
- Damiel Dossevi, athlète français, né dans la commune.
- Matthieu Dossevi, footballeur français, né dans la commune.
- Thomas Dossevi, footballeur togolais, né dans la commune.
- Jonathan Hivert, cycliste français, né dans la commune.
- Reynald Lemaître, footballeur français né dans la commune.
- Philippe Antoine d'Ornano, militaire et homme politique français, maréchal de France, résida au château de la Branchoire.
- Adam Ounas, footballeur franco-algérien, né dans la commune.
- Guillaume Philippon, athlète français, né dans la commune.
- Nicolas de Préville, footballeur né dans la commune.
- David Ramard, athlète français né dans la commune.
- Jean Royer, ancien ministre et ancien maire de Tours, décédé dans la commune.
- Mikaël Silvestre, footballeur français, né dans la commune.
- Dan Sinaté, footballeur français, né dans la commune.
- Zaz, chanteuse française, née dans la commune.
- Emmy Gisclon, Miss Centre-Val de Loire 2023, née dans la commune.

### Héraldique
| Blason de Chambray-lès-Tours | Les armes de Chambray-lès-Tours se blasonnent ainsi : D'argent au carrefour routier d'azur à cinq axes alésés convergeant vers un rond-point vidé du champ, orlé en filet de sinople, accosté de deux rameaux de cormier du même, fruité de pourpre, et soutenu d'une grappe de raisin de pourpre tigée de sable; au chef soudé d'or à sainte Apolline en pied de carnation, vêtue d'azur, tenant en sa senestre une palme de gueules posée en bande, accostée de deux chênes coupés au naturel. |